# Kalâa Seghira
Kalâa Seghira ou Kalâa Sghira (arabe : القلعة الصغرى) est une ville tunisienne située à cinq kilomètres à l'ouest de Sousse à six kilomètres au sud d'une autre ville appelée Kalâa Kebira. Le mot arabe kalâa signifie « forteresse ».
Rattachée administrativement au gouvernorat de Sousse, elle constitue une municipalité de 34 548 habitants en 2014.

## Économie
Son activité principale est l'industrie agroalimentaire, et notamment la production d'huile d'olive. Elle est située au centre du Sahel tunisien qui abrite la plus grande oliveraie d'Afrique du Nord. De même abrite-t-elle les plus grands silos à blé d'Afrique. Kalâa Seghira est aussi connue pour ses grenades. Un festival leur est dédié au mois de novembre de chaque année.
C'est à Kalâa Seghira que se trouve l'un des plus grands sites de fabrication de briques de Tunisie.
Située à mi-chemin entre Tunis et Sfax, elle constitue un nœud ferroviaire important entre les lignes reliant la capitale à Gabès et Sfax et qui sont exploitées par la Société nationale des chemins de fer tunisiens.

## Personnalités
- Mohamed Hédi El Amri, écrivain et historien.